# اريك هاريسون (طيار)
اريك هاريسون (بالإنجليزية: Eric Harrison)‏ هو طيار أسترالي، ولد في 10 أغسطس 1886 في Castlemaine, Victoria ‏ في أستراليا، وتوفي في 5 سبتمبر 1945 في ملبورن في أستراليا.